# El cambio
El cambio és una pel·lícula mexicana dirigida per Alfredo Joskowicz, protagonitzada per Héctor Bonilla, Sergio Jiménez i Ofelia Medina. Està basada en un argument de Leobardo López Arretche i és una producció del Departament d'Activitats Cinematogràfiques de la Direcció de Difusió Cultural de la UNAM

## Sinopsi
Dos joves (un fotògraf i un pintor) farts dels resultats en els seus treballs i de la vida a la ciutat emigren a la costa per a construir una cabanya a la platja i poder rebre a les seves núvies, visualitzant-ho com un edén. Quan les seves núvies arriben a la cabanya s'adonen que l'aigua està contaminada, la seva casa és destruïda per empreses constructores, per a venjar-se li tiren una cubetada d'aigua bruta a l'enginyer responsable de l'obra, això ocasiona que un sergent els mati a frec de roba.

## Producció
Es va rodar en tres setmanes de setembre de 1971, en locaciones del Districte Federal i Tecolutla (Veracruz)

## Repartiment
A la pel·lícula hi van participar:
- Héctor Bonilla (Alfredo)
- Sergio Jiménez (Jorge)
- Ofelia Medina (Tania)
- Sofía Joskowicz (Luisa)
- Héctor Andremar (Federico Alcocer del Valle)
- Alfredo Rosas (don José)
- Sergio Olhovich (el de la rotativa)
- León Soinger (don Berna).[4]

## Recepció
L'estrena es va realitzar el 16 d'octubre de 1975 als cinemes: París, Vall Daurada, Bessons 2 i Tlalpan.